# A Midnight Supper (film 1909)
A Midnight Supper è un cortometraggio muto del 1909 diretto da Edwin S. Porter.

## Trama
Gli studenti di un college vogliono festeggiare una vittoria sportiva organizzando una festa notturna. Ma il bidello della scuola, cadendo malamente in mezzo a delle bottiglie, crea allarme e gli studenti sono costretti a scappare per non farsi scoprire dalle autorità scolastiche.

## Produzione
Il film fu prodotto dalla Edison Manufacturing Company.

## Distribuzione
Distribuito dalla Edison Manufacturing Company, il film - un cortometraggio di 163 metri - uscì nelle sale cinematografiche degli Stati Uniti il 16 marzo 1909. Nelle proiezioni, veniva programmato con il sistema dello split reel, accorpato in un'unica bobina con un altro cortometraggio prodotto dalla Edison e diretto da Porter, Love Is Blind.